# Platylister luzonicus
Platylister luzonicus är en skalbaggsart som först beskrevs av Wilhelm Ferdinand Erichson 1834.  Platylister luzonicus ingår i släktet Platylister och familjen stumpbaggar. Inga underarter finns listade i Catalogue of Life.